# Iglesia de Santa María del Castillo (Madrigal de las Altas Torres)
La iglesia de Santa María del Castillo es un templo católico situado en la localidad española de Madrigal de las Altas Torres (provincia de Ávila, comunidad autónoma de Castilla y León). La iglesia fue declarada bien de interés cultural con la categoría de monumento el 13 de junio de 1991. Se construyó sobre una pequeña elevación que domina la localidad hacia la segunda mitad del siglo XIII, en estilo mudéjar («románico de ladrillo»). Presenta una estructura de 2 ábsides y una capilla de planta rectangular —más tardía— dispuestos en batería y una torre exenta en línea con la Capilla Mayor. Durante el siglo XVIII fue acometida una remodelación siguiendo el estilo barroco.